# Eleutherobia dofleini
Eleutherobia dofleini är en korallart som först beskrevs av Kükenthal 1906.  Eleutherobia dofleini ingår i släktet Eleutherobia och familjen läderkoraller. Inga underarter finns listade i Catalogue of Life.